# Anton Vrede
Anthony (Anton) Vrede (Willemstad (Curaçao), 6 december 1953) is een Nederlands beeldend kunstenaar van Antilliaans-Surinaamse afkomst, die werkt als schilder, graficus, illustrator en beeldhouwer in een expressionistische, figuratieve, soms abstraherende stijl.
In het werk van Anton Vrede spelen dierfiguren veelal een hoofdrol, waarbij de verschillende figuren hun eigen betekenis hebben. In zijn schilderijen en grafiek vertrouwt hij met vlotte penseelstreken een naïeve sprookjesachtige wereld aan het doek of papier toe.

## Algemeen
Anton Vrede is de oudste zoon van Emile Vrede en Gladys Stricks. Zijn vader was Surinaams en werkzaam als Shell-laborant, en zijn moeder een Antilliaanse verpleegster, werkzaam in het Sint Elisabeth hospitaal op Curaçao. In 1961 kwam het gezin naar Nederland en vestigde zich in Leiden. Hier rondde Vrede de MULO af, en startte in 1972 op de St. Joost kunstacademie in Breda. Hij leerde daar José Capricorne kennen, die hem de hoop gaf dat je als Antilliaanse kunstenaar je brood kan verdienen.
In Breda kon Anton Vrede z'n draai niet vinden. Hij stapte daarom over naar de Willem de Kooning Academie in Rotterdam, waar hij in 1977 cum laude afstudeerde. In Rotterdam studeerde hij samen met onder anderen Frank Dam, Jos Looise en Willem van Veldhuizen. Hij kreeg les van docenten als Hannes Postma, Klaas Gubbels en Kees Franse, die allen een grafisch oeuvre hadden. Op de St. Joost had hij geen grafiek mogen maken, maar in Rotterdam wel en hier bleken de grafische technieken hem op het lijf geschreven.
Tot halverwege de jaren 1990 werkte Vrede vanuit zijn atelierwoning in Rotterdam Overschie. Toen beeldend kunstenaar en fotograaf Jan de Grauw er in die tijd op bezoek kwam trof hij er een bonte verzameling kunstvoorwerpen, die volgens De Grauw veel vertelde over Antons voorliefdes: Enerzijds allerlei volkenkundige voorwerpen zoals een Dogontrommel uit Mali, een Songuemasker uit Zaïre, en een Bainingmasker uit Papoea-Nieuw-Guinea. En anderzijds tekeningen en schilderijen van Lucebert, Ed van der Kooy, een prent van Pat Andrea, J.C.J. van der Heyden en een verstild portret van Russische vrouwen van Hendrik Valk, meest verkregen door ruilen met bevriende kunstenaars, maar in enkele gevallen heeft hij ook gekocht.
In dertig jaar tijd nam Anton Vrede deel aan meer dan tweehonderd exposities, en realiseerde met name door zijn grafiek een aanzienlijke circulatie van zijn werk onder de mensen. Met enige regelmaat gaat hij terug naar de Antillen om er te werken en te exposeren. In 1978-80 ontving hij de Drempelprijs en een Stipendium van de Rotterdamse Kunststichting.
Het werk van Anton Vrede is opgenomen in collecties van o.a. banken zoals ABN AMRO en MeesPierson; fondsen zoals het Bouwfonds; verzekeringsmaatschappijen zoals Centraal Beheer; ministeries van Buitenlandse Zaken en van Economische Zaken; ziekenhuizen en musea zoals het Stedelijk Museum 's-Hertogenbosch en het Curaçaosch Museum.

## Werk
Anton Vrede componeert in zijn werk figuratieve, maar platte voorstellingen, waarin dieren menselijke trekjes krijgen en verwijzen naar exotische verhalen. In zijn schetsmatig uitgewerkte kunstwerken figureren dansende of spelende dierfiguren tegen een vaak kleurige achtergrond. Zijn werk bestaat uit kleurrijke tekeningen, allerlei vormen van grafiek, zoals etsen en zeefdrukken, aquarellen en schilderijen, collages, beschilderde keramische schallen en bronzen beelden,

### Grafiek
Nog tijdens zijn studie had hij zijn eerste grafiek gekocht, de Honderd gulden prent van Co Westerik. Hij dacht toen. "Als ik dit van mijn studiebeurs kan kopen, dan is voor grafiek voor een kunstenaar een bestaansmogelijkheid".
In zijn werk is Anton Vrede alle grafische technieken gaan gebruiken: lithografie, zeefdruk, ets, linosnede en combinaties daarvan. Hij was begonnen met etsen, en geïnspireerd door het werk van de Haagse grafici Piet Warffemius en John Lie A Fo ontwikkelde hij op een techniek om met zeefdrukken een schilderachtig effect te maken.

### Schilderijen
In zijn schilderijen figureren dieren als de gorilla, kikker, haas, pinguïn, olifant, giraffe of luipaard. De dieren in zijn werk zijn meer dan louter een spel van kleur en vorm, hoewel dat met inzet wordt gespeeld. Van alle dieren is de olifant het meest opvallend aanwezig.
Anton Vrede zegt hierover: "De olifant is een lankmoedig dier, verstandig en verdraagzaam. Hij werd bewonderd om zijn kracht en was het geliefde rijdier van helden, koningen en goden. Ik gebruik ook vaak de aap. In het oude Egypte werd hij met eerbied behandeld, net als in de oosterse mythologie. Daarin treedt hij op als de boodschapper van de goden, die hun opdrachten uitvoert hoewel hij ze zelf niet altijd begrijpt. Hij figureert in mijn werk als een soort nar, die dingen mag doen die ik een ander alter ego niet kan laten doen".

### Collages
Geïnspireerd op het werk van JCJ Vanderheyden begon hij in de jaren 1980 met een poging een duidelijk oeuvre te scheppen met collages van stijlen en technieken, die hij de voorgaande jaren had gebruikt. Hierbij reflecteerde hij over het probleem van de schrijver of kunstenaar. "Wat is je onderwerp? Waar wil je naartoe?" Zijn gevonden antwoord hierop is veelomvattend, stelde Anton Vrede zelf in 1997: "Het gaat erover hoe ik de mensen en het heelal ervaar, het gaat over zien".
De collages die Jan de Grauw (1995) aantreft, dragen geen titel maar een code. In collages wordt veelal geknipt en geplakt om op stof of papier een nieuwe compositie te scheppen. In Anton Vrede's werk zijn hierin tegen complete tekeningen en schilderingen herschikt, alsof "de beelden zijn vast opgewaaid en vastgezet in een toevallige ordening. Maar niets is minder waar". Bij de herschikking speelt de intuïtie een grote rol ... De wind in Curaçao, die soms dwars door het huis waait en alles in beweging brengt ... Van kliekjes van kruiden kun je soms de lekkerste gerechten maken."
De collages representeren een periode in zijn bestaan, waarin hij de achterliggende fasen in een geheel wil verzamelen. Een soort samenvatting of epiloog van een periode. het hoort bij de rituelen in zijn belevingswereld om tegenstrijdige beelden te groeperen tot één geheel.

## Publicaties
Boeken van en met Anton Vrede zijn:
- 1977. Van erf tot skai : een bundel gedichten. Door Chitra Gajadin en Anton Vrede (illustraties), Futile Rotterdam.
- 1985. Weemoedt & Vrede. Lévi Weemoedt (gedichten), Anton Vrede (tek.) ISBN 90-70370-37-9
- 1987. Schetsboek 1986-1987. Uitgever Bébert Rotterdam. ISBN 90-70370-84-0
- 2002. Anton Vrede : aap, haas, pinguïn, olifant ... 1992-2002. Pieter van Oudheusden (auteur). ISBN 90-77238-01-8

Artikelen over zijn werk, een selectie:
- Bertus Schmidt. "'Zoals ik moet wonen, dat is verstikkend' De Oorlog van Anton Vrede". Het vrĳe volk : democratisch-socialistisch dagblad. Rotterdam, 01-02-1980. Online op Delpher, 2018.
- Jos de Roo, "Anton Vrede: 'Laat mij zijn zoals ik ben'". Amigoe. Curaçao, 26-10-1991. Online op Delpher, 2018.